# Felix Friedrich Bruck
Felix Friedrich Bruck (* 9. Mai 1843 in Breslau, Provinz Schlesien; † 8. November 1911 ebenda) war ein deutscher Jurist und Schriftsteller.

## Leben
Er studierte von 1864 bis 1867 in Heidelberg, Greifswald und Breslau Jura (1868 Dr. iur.) und gehörte der Breslauer Burschenschaft Arminia an. Er habilitierte sich 1875 in Breslau und wurde 1879 außerordentlicher Professor.

## Werke (Auswahl)
- Die Wirkung des rechtskräftigen Erkenntnisses auf den vom Richter im Erkenntnis übergangenen Zinsenpunkt. Breslau 1873.
- Zur Lehre von den Verbrechen gegen die Willensfreiheit. Berlin 1875, (zugleich Habilitationsschrift, Breslau 1875).
- Der steinerne Vogel. Ein Schwank. Berlin 1888, OCLC 248307915.
- Alte Freier. Ein Lustspiel. Berlin 1888, OCLC 248307219.
- Themis. Drama. Breslau 1894, OCLC 248307885.
- Fort mit den Zuchthäusern!. Breslau 1894, OCLC 166311743.
- Im Gurken-Sanatorium. Eine Komödie in 5 Akten. Breslau 1904, OCLC 630315836.